# DC Black Label

Logo de DC Black Label

DC Black Label est un label de la maison d'édition de bande dessinée américaine DC Comics, elle-même filiale de Warner Bros. Discovery.
Lancé en 2018 parallèlement à l'arrêt de Vertigo, DC Black Label regroupe les comics DC destinés aux lecteurs de plus de 17 ans.